# Campionato asiatico per club 2018 (maschile)
Il campionato asiatico per club 2018 si è svolto dal 30 luglio al 6 agosto 2018 a Naypyidaw, in Birmania: al torneo hanno partecipato tredici squadre di club asiatiche e oceaniane e la vittoria finale è andata per la prima volta al Khatam Ardakan.

## Regolamento

### Formula
Le squadre hanno disputato una prima fase a gironi (i gironi sono stati stabiliti in base alla classifica finale dell'edizione 2017) con formula del girone all'italiana; al termine della prima fase:
- Le squadre del girone B, C e D hanno disputato una fase play-off; le vincitrici dei play-off e le squadre del girone A hanno acceduto alla fase finale per il primo posto, strutturata in quarti di finale, semifinali, finale per il terzo posto e finale.
- Le squadre eliminate ai quarti di finale della fase finale per il primo posto hanno acceduto alla fase finale per il quinto posto, strutturata in semifinali, finale per il settimo posto e finale per il quinto posto.
- Le squadre sconfitte alla finale play-off hanno acceduto alla fase finale per il nono posto, strutturata in semifinali (a cui hanno partecipato le quattro peggiori classificate in base alla classifica finale nell'edizione del 2017), finale per l'undicesimo posto e finale per il nono posto (la squadra sconfitta in semifinale peggio classificata nell'edizione del 2017 si è classificata al tredicesimo posto).

### Criteri di classifica
Se il risultato finale è stato di 3-0 o 3-1 sono stati assegnati 3 punti alla squadra vincente e 0 a quella sconfitta, se il risultato finale è stato di 3-2 sono stati assegnati 2 punti alla squadra vincente e 1 a quella sconfitta.
L'ordine del posizionamento in classifica è stato definito in base a:
- Numero di partite vinte;
- Punti;
- Ratio dei set vinti/persi;
- Ratio dei punti realizzati/subiti;
- Risultati degli scontri diretti.

## Squadre partecipanti
| Squadra           | Qualificazione                                  |
| ----------------- | ----------------------------------------------- |
| Canberra Heat     | ?                                               |
| Asia World        | ?                                               |
| Sichuan           | Vincitrice Volleyball League A 2016-17          |
| Toray Arrows      | Vincitrice V.Premier League 2016-17             |
| Yan Chai          | ?                                               |
| Khatam Ardakan    | Finale play-off scudetto Super League 2017-18   |
| Atıraw            | Kazakhstan National Liga 2017-18                |
| Wapda             | ?                                               |
| Lanka Lions       | ?                                               |
| Long Power        | Vincitrice Enterprise Volleyball League 2017-18 |
| Nakhon Ratchasima | Vincitrice Volleyball Thailand League 2017-18   |
| Binagar           | ?                                               |
| Sanest Khánh Hòa  | Vincitrice Volleyball Vietnam League 2017       |

## Torneo

### Fase a gironi
| Girone A       | Girone B         | Girone C          | Girone D   |
| -------------- | ---------------- | ----------------- | ---------- |
| Toray Arrows   | Sichuan          | Canberra Heat     | Asia World |
| Khatam Ardakan | Long Power       | Yan Chai          | Wapda      |
| Atıraw         | Sanest Khánh Hòa | Lanka Lions       | Binagar    |
| -              | -                | Nakhon Ratchasima | -          |

#### Girone A

##### Risultati
| 30 luglio 2018 Palazzetto Wunna Theikdi A, Naypyidaw Durata: 1h:59 - Spettatori: 100 | Khatam Ardakan | 3 - 1 | Atıraw       | 20-25, 25-20, 25-20, 25-22        |
| 31 luglio 2018 Palazzetto Wunna Theikdi B, Naypyidaw Durata: 1h:31 - Spettatori: 300 | Khatam Ardakan | 3 - 0 | Toray Arrows | 25-22, 25-22, 34-32               |
| 1º agosto 2018 Palazzetto Wunna Theikdi B, Naypyidaw Durata: 2h:17 - Spettatori: 200 | Toray Arrows   | 2 - 3 | Atıraw       | 25-22, 23-25, 25-22, 19-25, 11-15 |

##### Classifica
| Pos | Squadra        | Pt | G | V | P | SV | SP | Ratio | PF  | PS  | Ratio |
| --- | -------------- | -- | - | - | - | -- | -- | ----- | --- | --- | ----- |
| 1   | Khatam Ardakan | 6  | 2 | 2 | 0 | 6  | 1  | 6.000 | 179 | 163 | 1.098 |
| 2   | Atıraw         | 2  | 2 | 1 | 1 | 4  | 5  | 0.800 | 196 | 198 | 0.990 |
| 3   | Toray Arrows   | 1  | 2 | 0 | 2 | 2  | 6  | 0.333 | 179 | 193 | 0.927 |

#### Girone B

##### Risultati
| 30 luglio 2018 Palazzetto Wunna Theikdi B, Naypyidaw Durata: 2h:01 - Spettatori: 100 | Sichuan          | 2 - 3 | Long Power       | 18-25, 25-22, 25-21, 14-25, 13-15 |
| 31 luglio 2018 Palazzetto Wunna Theikdi A, Naypyidaw Durata: 1h:43 - Spettatori: 250 | Sanest Khánh Hòa | 3 - 1 | Long Power       | 25-17, 23-25, 25-22, 25-16        |
| 1º agosto 2018 Palazzetto Wunna Theikdi B, Naypyidaw Durata: 1h:18 - Spettatori: 150 | Sichuan          | 0 - 3 | Sanest Khánh Hòa | 22-25, 24-26, 17-25               |

##### Classifica
| Pos | Squadra          | Pt | G | V | P | SV | SP | Ratio | PF  | PS  | Ratio |
| --- | ---------------- | -- | - | - | - | -- | -- | ----- | --- | --- | ----- |
| 1   | Sanest Khánh Hòa | 6  | 2 | 2 | 0 | 6  | 1  | 6.000 | 174 | 143 | 1.217 |
| 2   | Long Power       | 2  | 2 | 1 | 1 | 4  | 5  | 0.800 | 188 | 193 | 0.974 |
| 3   | Sichuan          | 1  | 2 | 0 | 2 | 2  | 6  | 0.333 | 158 | 184 | 0.859 |

#### Girone C

##### Risultati
| 30 luglio 2018 Palazzetto Wunna Theikdi B, Naypyidaw Durata: 1h:13 - Spettatori: 0   | Nakhon Ratchasima | 3 - 0 | Yan Chai          | 25-15, 25-12, 25-18               |
| 30 luglio 2018 Palazzetto Wunna Theikdi A, Naypyidaw Durata: 1h:13 - Spettatori: 100 | Canberra Heat     | 0 - 3 | Lanka Lions       | 20-25, 21-25, 9-25                |
| 31 luglio 2018 Palazzetto Wunna Theikdi B, Naypyidaw Durata: 1h:49 - Spettatori: 100 | Nakhon Ratchasima | 3 - 1 | Canberra Heat     | 25-17, 25-19, 18-25, 25-22        |
| 31 luglio 2018 Palazzetto Wunna Theikdi A, Naypyidaw Durata: 1h:10 - Spettatori: 200 | Yan Chai          | 0 - 3 | Lanka Lions       | 12-25, 12-25, 17-25               |
| 1º agosto 2018 Palazzetto Wunna Theikdi B, Naypyidaw Durata: 2h:14 - Spettatori: 200 | Lanka Lions       | 3 - 2 | Nakhon Ratchasima | 20-25, 23-25, 25-16, 25-23, 15-11 |
| 1º agosto 2018 Palazzetto Wunna Theikdi A, Naypyidaw Durata: 1h:58 - Spettatori: 100 | Canberra Heat     | 3 - 2 | Yan Chai          | 22-25, 19-25, 25-22, 25-22, 15-12 |

##### Classifica
| Pos | Squadra           | Pt | G | V | P | SV | SP | Ratio | PF  | PS  | Ratio |
| --- | ----------------- | -- | - | - | - | -- | -- | ----- | --- | --- | ----- |
| 1   | Lanka Lions       | 8  | 3 | 3 | 0 | 9  | 2  | 4.500 | 258 | 191 | 1.351 |
| 2   | Nakhon Ratchasima | 7  | 3 | 2 | 1 | 8  | 4  | 2.000 | 268 | 236 | 1.136 |
| 3   | Canberra Heat     | 2  | 3 | 1 | 2 | 4  | 8  | 0.500 | 239 | 274 | 0.872 |
| 4   | Yan Chai          | 1  | 3 | 0 | 3 | 2  | 9  | 0.222 | 192 | 256 | 0.750 |

#### Girone D

##### Risultati
| 30 luglio 2018 Palazzetto Wunna Theikdi B, Naypyidaw Durata: 1h:51 - Spettatori: 2 000 | Asia World | 3 - 1 | Binagar | 25-16, 25-23, 21-25, 25-21        |
| 31 luglio 2018 Palazzetto Wunna Theikdi B, Naypyidaw Durata: 1h:16 - Spettatori: 1 500 | Asia World | 0 - 3 | Wapda   | 24-26, 19-25, 16-25               |
| 1º agosto 2018 Palazzetto Wunna Theikdi A, Naypyidaw Durata: 2h:13 - Spettatori: 100   | Wapda      | 3 - 2 | Binagar | 17-25, 25-21, 25-17, 18-25, 15-13 |

##### Classifica
| Pos | Squadra    | Pt | G | V | P | SV | SP | Ratio | PF  | PS  | Ratio |
| --- | ---------- | -- | - | - | - | -- | -- | ----- | --- | --- | ----- |
| 1   | Wapda      | 5  | 2 | 2 | 0 | 6  | 2  | 3.000 | 176 | 160 | 1.100 |
| 2   | Asia World | 3  | 2 | 1 | 1 | 3  | 4  | 0.750 | 155 | 161 | 0.963 |
| 3   | Binagar    | 1  | 2 | 0 | 2 | 3  | 6  | 0.500 | 186 | 196 | 0.949 |

### Fase finale

#### Play-off
| 3 agosto 2018 Palazzetto Wunna Theikdi A, Naypyidaw Durata: 1h:17 - Spettatori: 100   | Sanest Khánh Hòa  | 3 - 0 | Canberra Heat | 25-19, 25-23, 25-17               |
| 3 agosto 2018 Palazzetto Wunna Theikdi A, Naypyidaw Durata: 1h:41 - Spettatori: 100   | Long Power        | 3 - 1 | Yan Chai      | 25-18, 25-20, 17-25, 25-17        |
| 3 agosto 2018 Palazzetto Wunna Theikdi B, Naypyidaw Durata: 1h:22 - Spettatori: 400   | Sichuan           | 0 - 3 | Wapda         | 23-25, 22-25, 22-25               |
| 3 agosto 2018 Palazzetto Wunna Theikdi B, Naypyidaw Durata: 2h:13 - Spettatori: 1 000 | Lanka Lions       | 3 - 2 | Asia World    | 25-15, 21-25, 25-20, 23-25, 15-13 |
| 3 agosto 2018 Palazzetto Wunna Theikdi B, Naypyidaw Durata: 2h:09 - Spettatori: 100   | Nakhon Ratchasima | 3 - 2 | Binagar       | 25-23, 25-18, 23-25, 19-25, 15-8  |

#### Finali 1º e 3º posto
|  | Quarti            | Quarti           |                |       | Semifinali         | Semifinali         |  |  | Finale 1º/2º posto | Finale 1º/2º posto |
|  |                   |                  |                |       |                    |                    |  |  |                    |                    |
|  |                   |                  |                |       |                    |                    |  |  |                    |                    |
|  |                   |                  |                |       |                    |                    |  |  |                    |                    |
|  | Khatam Ardakan    | 3                |                |       |                    |                    |  |  |                    |                    |
|  | Khatam Ardakan    | 3                |                |       |                    |                    |  |  |                    |                    |
|  | Nakhon Ratchasima | 0                |                |       |                    |                    |  |  |                    |                    |
|  | Nakhon Ratchasima | 0                | Khatam Ardakan | 3     |                    |                    |  |  |                    |                    |
|  |                   |                  | Khatam Ardakan | 3     |                    |                    |  |  |                    |                    |
|  |                   | Sanest Khánh Hòa | 0              |       |                    |                    |  |  |                    |                    |
|  | Sanest Khánh Hòa  | Sanest Khánh Hòa | 0              | 3     |                    |                    |  |  |                    |                    |
|  | Sanest Khánh Hòa  |                  |                | 3     |                    |                    |  |  |                    |                    |
|  | Long Power        | 0                |                |       |                    |                    |  |  |                    |                    |
|  | Long Power        | 0                | Khatam Ardakan | 3     |                    |                    |  |  |                    |                    |
|  |                   |                  | Khatam Ardakan | 3     |                    |                    |  |  |                    |                    |
|  |                   | Atıraw           | 0              |       |                    |                    |  |  |                    |                    |
|  | Atıraw            | Atıraw           | 0              | 3     |                    |                    |  |  |                    |                    |
|  | Atıraw            |                  |                | 3     |                    |                    |  |  |                    |                    |
|  | Lanka Lions       | 1                |                |       |                    |                    |  |  |                    |                    |
|  | Lanka Lions       | 1                | Atıraw         | 3     | Finale 3º/4º posto | Finale 3º/4º posto |  |  |                    |                    |
|  |                   |                  | Atıraw         | 3     | Finale 3º/4º posto | Finale 3º/4º posto |  |  |                    |                    |
|  |                   | Wapda            | 2              |       |                    |                    |  |  |                    |                    |
|  | Toray Arrows      | Wapda            | 2              | 2     | Sanest Khánh Hòa   | 2                  |  |  |                    |                    |
|  | Toray Arrows      |                  |                | 2     | Sanest Khánh Hòa   | 2                  |  |  |                    |                    |
|  | Wapda             | 3                |                | Wapda | 3                  |                    |  |  |                    |                    |
|  | Wapda             | 3                |                |       | 3                  |                    |  |  |                    |                    |
|  |                   |                  |                |       |                    |                    |  |  |                    |                    |
|  |                   |                  |                |       |                    |                    |  |  |                    |                    |

##### Quarti di finale
| 4 agosto 2018 Palazzetto Wunna Theikdi B, Naypyidaw Durata: 1h:30 - Spettatori: 200 | Khatam Ardakan   | 3 - 0 | Nakhon Ratchasima | 25-22, 25-23, 25-23               |
| 4 agosto 2018 Palazzetto Wunna Theikdi A, Naypyidaw Durata: 1h:49 - Spettatori: 100 | Atıraw           | 3 - 1 | Lanka Lions       | 21-25, 25-20, 25-21, 25-17        |
| 4 agosto 2018 Palazzetto Wunna Theikdi B, Naypyidaw Durata: 2h:23 - Spettatori: 200 | Toray Arrows     | 2 - 3 | Wapda             | 21-25, 25-16, 25-23, 29-31, 20-22 |
| 4 agosto 2018 Palazzetto Wunna Theikdi A, Naypyidaw Durata: 1h:12 - Spettatori: 100 | Sanest Khánh Hòa | 3 - 0 | Long Power        | 25-16, 25-12, 25-17               |

##### Semifinali
| 5 agosto 2018 Palazzetto Wunna Theikdi B, Naypyidaw Durata: 1h:21 - Spettatori: 200 | Khatam Ardakan | 3 - 0 | Sanest Khánh Hòa | 25-18, 25-23, 25-19               |
| 5 agosto 2018 Palazzetto Wunna Theikdi B, Naypyidaw Durata: 2h:13 - Spettatori: 300 | Atıraw         | 3 - 2 | Wapda            | 14-25, 32-30, 25-16, 18-25, 15-11 |

##### Finale 3º posto
| 6 agosto 2018 Palazzetto Wunna Theikdi B, Naypyidaw Durata: 2h:08 - Spettatori: 500 | Sanest Khánh Hòa | 2 - 3 | Wapda | 25-19, 21-25, 25-16, 20-25, 16-18 |

##### Finale
| 6 agosto 2018 Palazzetto Wunna Theikdi B, Naypyidaw Durata: 1h:31 - Spettatori: 300 | Khatam Ardakan | 3 - 0 | Atıraw | 29-27, 25-23, 25-22 |

#### Finali 5º e 7º posto
|  | Semifinali        | Semifinali        | Semifinali   |              |                   | Finale 5º/6º posto | Finale 5º/6º posto | Finale 5º/6º posto |  |
|  |                   |                   |              |              |                   |                    |                    |                    |  |
|  | Long Power        | Long Power        | 2            |              |                   |                    |                    |                    |  |
|  | Long Power        | Long Power        | 2            |              |                   |                    |                    |                    |  |
|  | Nakhon Ratchasima | Nakhon Ratchasima | 3            |              |                   |                    |                    |                    |  |
|  | Nakhon Ratchasima | Nakhon Ratchasima | 3            |              | Nakhon Ratchasima | Nakhon Ratchasima  | 1                  |                    |  |
|  |                   |                   |              |              | Nakhon Ratchasima | Nakhon Ratchasima  | 1                  |                    |  |
|  |                   |                   | Toray Arrows | Toray Arrows | 3                 |                    |                    |                    |  |
|  | Toray Arrows      | Toray Arrows      | Toray Arrows | Toray Arrows | 3                 | 3                  |                    |                    |  |
|  | Toray Arrows      | Toray Arrows      |              |              |                   | 3                  |                    |                    |  |
|  | Lanka Lions       | Lanka Lions       | 1            |              |                   | Finale 7º/8º posto | Finale 7º/8º posto | Finale 7º/8º posto |  |
|  | Lanka Lions       | Lanka Lions       | 1            |              |                   |                    |                    |                    |  |
|  |                   |                   |              |              |                   |                    |                    |                    |  |
|  |                   |                   |              |              |                   | Long Power         | Long Power         | 0                  |  |
|  |                   |                   |              |              |                   | Long Power         | Long Power         | 0                  |  |
|  |                   |                   |              |              |                   | Lanka Lions        | Lanka Lions        | 3                  |  |

##### Semifinali
| 5 agosto 2018 Palazzetto Wunna Theikdi A, Naypyidaw Durata: 2h:20 - Spettatori: 100 | Long Power   | 2 - 3 | Nakhon Ratchasima | 18-25, 26-24, 25-21, 20-25, 19-21 |
| 5 agosto 2018 Palazzetto Wunna Theikdi A, Naypyidaw Durata: 1h:49 - Spettatori: 100 | Toray Arrows | 3 - 1 | Lanka Lions       | 25-20, 19-25, 25-20, 25-21        |

##### Finale 7º posto
| 6 agosto 2018 Palazzetto Wunna Theikdi B, Naypyidaw Durata: 1h:24 - Spettatori: 200 | Long Power | 0 - 3 | Lanka Lions | 23-25, 22-25, 24-26 |

##### Finale 5º posto
| 6 agosto 2018 Palazzetto Wunna Theikdi B, Naypyidaw Durata: 1h:49 - Spettatori: 400 | Nakhon Ratchasima | 1 - 3 | Toray Arrows | 21-25, 25-22, 21-25, 18-25 |

#### Finali 9º e 11º posto
|  | Semifinali    | Semifinali    | Semifinali |          |               | Finale 9º/10º posto  | Finale 9º/10º posto  | Finale 9º/10º posto  |  |
|  |               |               |            |          |               |                      |                      |                      |  |
|  | Canberra Heat | Canberra Heat | 3          |          |               |                      |                      |                      |  |
|  | Canberra Heat | Canberra Heat | 3          |          |               |                      |                      |                      |  |
|  | Sichuan       | Sichuan       | 2          |          |               |                      |                      |                      |  |
|  | Sichuan       | Sichuan       | 2          |          | Canberra Heat | Canberra Heat        | 3                    |                      |  |
|  |               |               |            |          | Canberra Heat | Canberra Heat        | 3                    |                      |  |
|  |               |               | Yan Chai   | Yan Chai | 0             |                      |                      |                      |  |
|  | Binagar       | Binagar       | Yan Chai   | Yan Chai | 0             | 0                    |                      |                      |  |
|  | Binagar       | Binagar       |            |          |               | 0                    |                      |                      |  |
|  | Asia World    | Asia World    | 3          |          |               | Finale 11º/12º posto | Finale 11º/12º posto | Finale 11º/12º posto |  |
|  | Asia World    | Asia World    | 3          |          |               |                      |                      |                      |  |
|  |               |               |            |          |               |                      |                      |                      |  |
|  |               |               |            |          |               | Sichuan              | Sichuan              | 0                    |  |
|  |               |               |            |          |               | Sichuan              | Sichuan              | 0                    |  |
|  |               |               |            |          |               | Asia World           | Asia World           | 3                    |  |

##### Semifinali
| 4 agosto 2018 Palazzetto Wunna Theikdi B, Naypyidaw Durata: 1h:22 - Spettatori: 0   | Binagar       | 0 - 3 | Asia World | 21-25, 18-25, 13-25               |
| 4 agosto 2018 Palazzetto Wunna Theikdi A, Naypyidaw Durata: 1h:59 - Spettatori: 100 | Canberra Heat | 3 - 2 | Sichuan    | 25-23, 15-25, 25-19, 14-25, 15-10 |

##### Finale 11º posto
| 5 agosto 2018 Palazzetto Wunna Theikdi B, Naypyidaw Durata: 1h:16 - Spettatori: 1500 | Sichuan | 0 - 3 | Asia World | 20-25, 18-25, 20-25 |

##### Finale 9º posto
| 5 agosto 2018 Palazzetto Wunna Theikdi A, Naypyidaw Durata: 1h:11 - Spettatori: 100 | Canberra Heat | 3 - 0 | Yan Chai | 25-11, 25-22, 25-17 |

## Classifica finale
| Pos | Squadre           | Qualificazione                    |
| --- | ----------------- | --------------------------------- |
|     | Khatam Ardakan    | Campionato mondiale per club 2018 |
|     | Atıraw            |                                   |
|     | Wapda             |                                   |
| 4   | Sanest Khánh Hòa  |                                   |
| 5   | Toray Arrows      |                                   |
| 6   | Nakhon Ratchasima |                                   |
| 7   | Lanka Lions       |                                   |
| 8   | Long Power        |                                   |
| 9   | Canberra Heat     |                                   |
| 10  | Yan Chai          |                                   |
| 11  | Asia World        |                                   |
| 12  | Sichuan           |                                   |
| 13  | Binagar           |                                   |

## Premi individuali
| Premio                | Nome             | Squadra          |
| --------------------- | ---------------- | ---------------- |
| MVP                   | Hamzeh Zarrini   | Khatam Ardakan   |
| Miglior palleggiatore | Khandrolin Roman | Atıraw           |
| Miglior opposto       | Wapda            | Wapda            |
| Miglior schiacciatore | Hossein Amiri    | Khatam Ardakan   |
| Miglior schiacciatore | Netalin Aibat    | Atıraw           |
| Miglior centrale      | Adel Gholami     | Khatam Ardakan   |
| Miglior centrale      | Nguyen Dinh Nhu  | Sanest Khánh Hòa |
| Miglior libero        | Mojtaba Yousefi  | Khatam Ardakan   |